# Горанские говоры

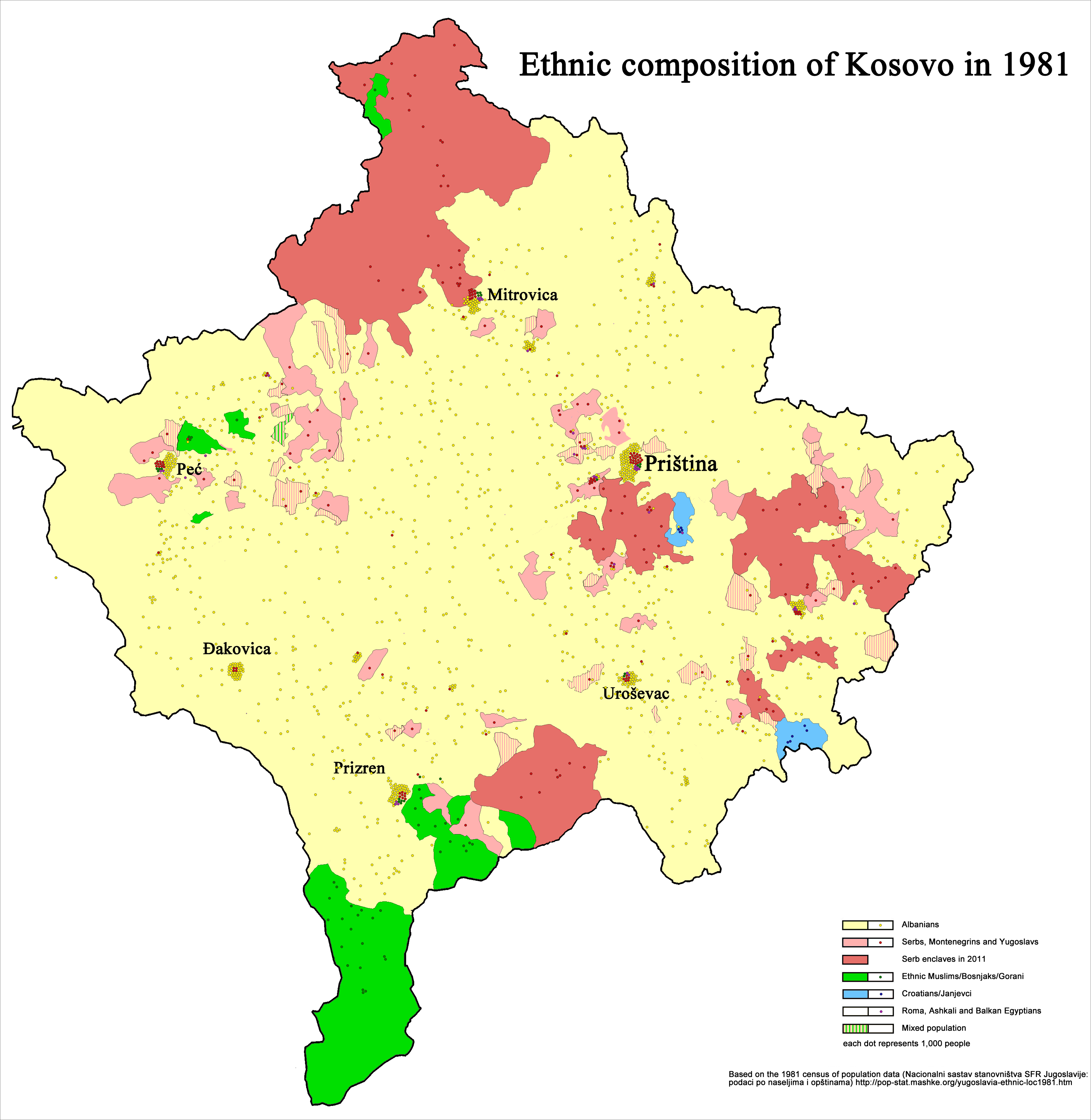
Расселение сербов, хорватов и мусульман в Косове
(по данным на 1981 год)

Го́ранские го́воры (также нашинские говоры, горанский диалект; самоназвание — нашински, нашенски; серб. горански говор, нашенски / нашински говор, сербохорв. горански диjалекат, нашенски диjалекат / goranski dijalekat, našenski dijalekat, черног. горански диjалекат, нашински диjалекат, макед. горански дијалект, босн. goranski govor, našinski / našenski govor) — говоры южнославянской мусульманской этнической группы горанцев. Распространены в приграничных горных районах Косова и Албании — в исторической области Гора.
В зависимости от той или иной точки зрения горанские говоры относят к западному ареалу македонского языка, западному ареалу болгарского языка или к призренско-южноморавскому ареалу торлакского наречия сербского языка. Для горанских говоров характерно наличие как архаизмов, так и инноваций, развившихся под влиянием соседних языков и диалектов. Наряду с чертами сербского языка в говорах горанцев отмечается значительное число черт периферийных говоров северо-западной Македонии. В частности, горанским, единственным среди всех остальных славянских говоров юго-запада Косово и Метохии, присуще развитие системы определённого артикля.

## Вопросы классификации

### Внешняя классификация
Горанские говоры в зависимости от выбираемого подхода и критериев классификации включаются в сферу различных южнославянских языков. Согласно утверждению сербских диалектологов, горанские говоры относят к торлакскому наречию сербского языка; болгарские диалектологи относят горанский идиом к болгарскому языку; в традициях македонской диалектологии горанские говоры включаются в ареал западномакедонского наречия.
Болгарский языковед Стефан Младенов, изучавший южнославянские говоры Македонии и Поморавья в первой половине XX века, отмечал, что горанские говоры являются в своей основе болгарскими и близки северномакедонскому наречию.
Об общности горанских говоров с македонскими говорил также А. М. Селищев (в работе 1931 года «Полог и его болгарское население» — македонские говоры по общепринятым представлениям в первой половине XX века включались в состав болгарского языка). В македонский ареал включает горанские говоры Б. Видоеский. В то же время такая классификация встречает возражения в работах сербских и хорватских исследователей, в частности, в работах сербского лингвиста П. Ивича и хорватского лингвиста Д. Брозовича.
С. Милорадович отмечает, что долгое время говоры сербского типа на периферии призренско-тимокского ареала в Македонии (и близкие им горанские говоры Косова и Албании) по причинам экстралингвистического характера рассматривались в сербской диалектологии исключительно как северномакедонские говоры. В последние годы появляются работы, в которых утверждается сербская лингвистическая принадлежность северномакедонского ареала. Некоторые исследователи (в частности, С. Станкович) рассматривают северномакедонские говоры как идиомы особого переходного балкано-славянского диалектного типа.
Сербский лингвист Радивое Младенович считает, что в основе горанских говоров лежит периферийный западномакедонский диалект.
На диалектологической карте, опубликованной Институтом болгарского языка в 2014 году, горанский ареал показан как часть болгарского языкового ареала. Горанские говоры обозначены, как сочетающие черты крайнесеверо-западных и крайнеюго-западных говоров западноболгарского диалектного ареала. Как изолированные архаичные говоры болгарского языка горанские говоры (в частности, говоры албанской части Горы) рассматривает, например, болгарский лингвист П. Асенова.
На диалектологической карте П. Ивича горанские говоры, как и остальные славянские говоры Косова, включены в ареал призренско-южноморавского диалекта торлакского наречия

### Внутренняя классификация
Р. Младенович выделил в составе горанских говоров три ареала:
- к первому, относят нижнеиштанские говоры, занимающие практически весь горанский ареал, к ним относятся говоры всех сёл Албании и Македонии и все говоры в Косове, исключая говоры сёл Брод, Крушево и Рестелица; говоры этой группы образуют несколько типов;
- второй ареал — бродский говор (село Брод);
- третий ареал — рестелицкий, включает говоры сёл Крушево и Рестелица.

## Говоры юго-западного Косова

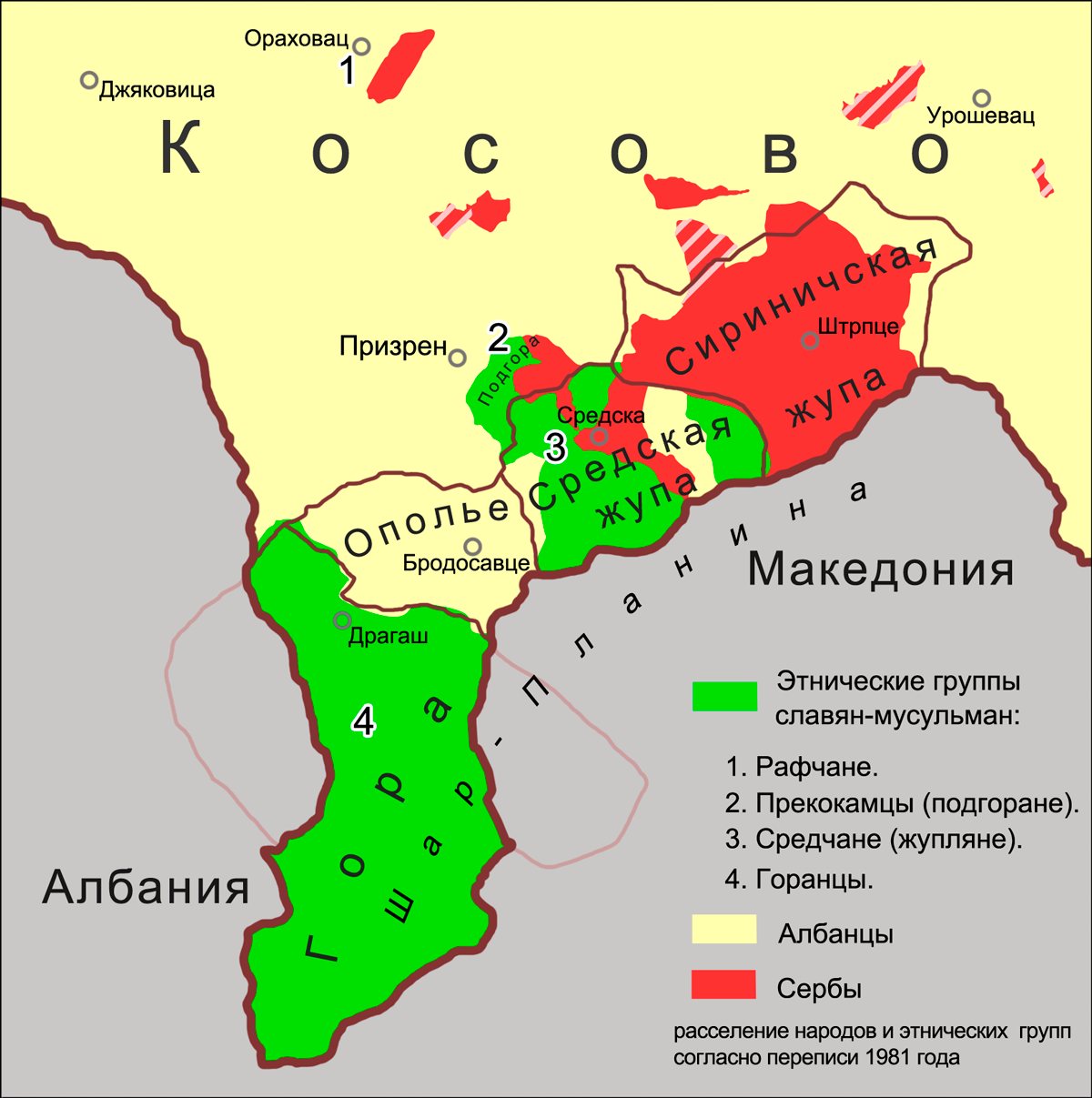
Расселение славян-мусульман на юго-западе Косова

Горанские говоры входят в число восьми различных по степени родства торлакских говоров и групп говоров юго-запада Косова и Метохии. Нередко различия данных идиомов связаны с обособлением той или иной южнославянской этнокультурной группы (причиной обособления в числе прочих были религиозные различия носителей говоров). В то же время отмечается и сближение разнородных говоров в результате междиалектных контактов различных групп одного вероисповедания. Кроме горанских говоров в южной Метохии и на северных склонах горного массива Шар-Планина выделяют, в частности, говоры прекокамцев (подгорян) (жителей трёх сёл в окрестностях Призрена, живущих в окружении албанцев, а в недавнем прошлом и рядом с православными сербами), говоры средчан (жуплян) (жителей Средской Жупы, как мусульман, так и православных христиан) и другие говоры и группы говоров. Общей особенностью данных идиомов являются диалектные черты, сложившиеся в результате языковых контактов с говорами северо-западного македонского ареала в горных районах Шар-Планины, наиболее заметно они отразились в горанских говорах. В говоре прекокамцев основы слов типично сербские, но преобладают македонские морфологические особенности. Прекокамский говор характеризуется рядом языковых явлений, общих с явлениями в горанских говорах, что свидетельствуют о междиалектных контактах между этими идиомами в прошлом. Говоры христианской и мусульманской общин Средской Жупы практически не имеют различий между собой, исключение составляет говор верхних сёл, в которых живут только мусульмане, в их идиоме отмечаются новые явления, развившиеся в процессе междиалектных контактов с говорами горанцев.

## Область распространения

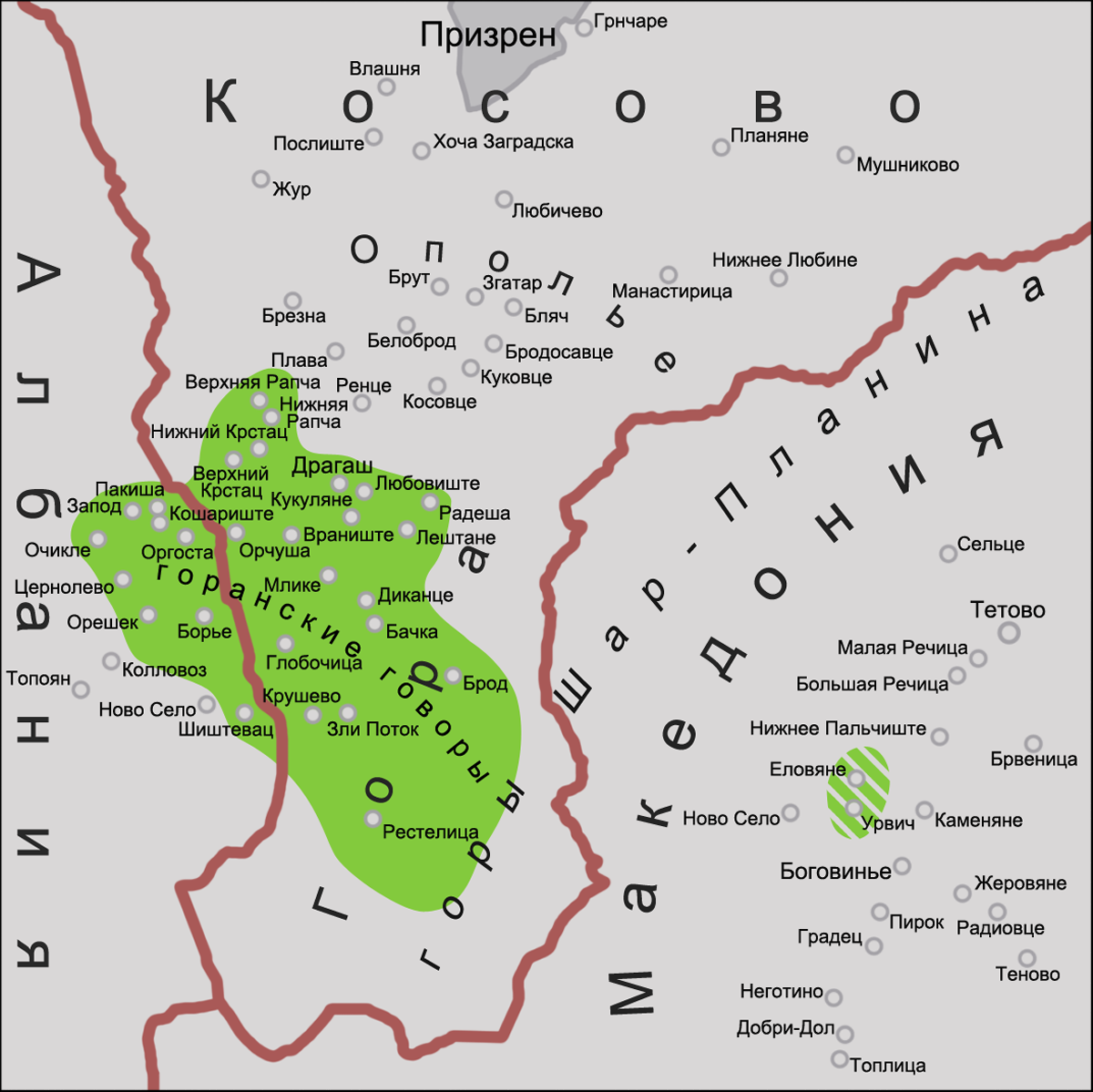
Область распространения горанских говоров

Основной ареал горанских говоров — исторический регион Гора, размещённый в приграничных районах Косова и Албании, на юго-западной периферии ареала торлакского наречия. Он включает юго-западную часть территории Косова и Метохии (горные районы южной Метохии) и северо-восточные районы Албании. В Косове расположено 17 горанских сёл: Бачка, Брод, Враниште, Глобочица, Диканце, Драгаш, Зли Поток, Крстац, Крушево, Кукуляне, Лештане, Любовиште, Млике, Орчуша, Радеша, Рапча, Рестелица. В Албании расположено 9 сёл: Борье, Запод, Кошариште, Оргоста, Орешек, Очикле, Пакиша, Шиштевец и Цернолево. Кроме того, носители горанских говоров живут в двух македонских сёлах Еловяне и Урвич (в которых они представляют часть населения).
Согласно современному административно-территориальному делению Сербии, горанские говоры распространены на большей части территории общины Гора Призренского округа автономного края Косово и Метохия. Согласно административно-территориальному делению частично признанной Республики Косово горанские говоры занимают южные и центральные районы общины Драгаш Призренского округа (кроме славяноязычного региона Гора в общину Драгаш включён регион Ополье с албаноязычным населением). В Албании горанские сёла размещены в общинах округа Кукес одноимённой области. В Македонии носители горанских говоров живут в общине Боговинье к югу от города Тетово. Кроме того, часть носителей горанских говоров переселилась в различные регионы Воеводины и центральной Сербии, в основном в Белградский округ. Среди горанцев распространена трудовая миграция, многие из носителей горанских говоров постоянно живут в странах Западной Европы.
Основной ареал горанских говоров практически со всех сторон окружён областью распространения говоров албанского языка. Исключение составляют районы западного склона Шар-Планины, где к горанским говорам примыкает ареал нижнеположских говоров македонского языка, в котором албанцы и македонцы расселены чересполосно. В нижнеположском ареале размещены сёла Еловяне и Урвич.

## Социолингвистическая ситуация
Для жителей Горы в основном не характерно двуязычие — горанские говоры являются главным средством общения жителей региона независимо от языкового окружения, многие горанцы в Косове не знают албанского, в связи с чем испытывают проблемы, выезжая в другие районы края. Распространению двуязычия препятствует также обучение в средней школе на сербском, с 1999 года — на боснийском (обучение в школе на албанском проводится в Горе только в Рестлице среди детей албанцев). Слабо распространена среди носителей горанских говоров и литературная норма (как экавская сербская, так и иекавская боснийская) в связи со значительными отличиями литературных стандартов от местных говоров на всех языковых уровнях. Во время переписи 2011 года свой язык горанцы называли как горанским, так и сербским и боснийским. Во время переписи 1991 года 54,8 % населения Горы родным языком назвали горанский. Для носителей горанских говоров характерно наличие ярко выраженного осознания своей этнокультурной принадлежности к остальному славянскому миру, горанцы в достаточной степени устойчивы к лингвистической ассимиляции в своём регионе, но быстро утрачивают родной язык, переезжая в другие районы Сербии или за границу.
Ранее в горанском регионе передачи радиостанции «Радио Гора», расположенной в селении Драгаш, транслировались на горанских говорах и на сербском языке, с 1999 года «Радио Гора» была преобразована в албанскую радиостанцию Radio Sharri, вещание которой ведётся в основном на албанском языке и только несколько часов в течение суток — на боснийском языке.
В Горе издаётся народный фольклор (поэзия и проза), а также отмечаются попытки литературного творчества на диалекте, создан горанско-албанский словарь. Житель Средской Жупы Мифтар Аджеми, носитель говора, близкого горанским, предложил свой вариант алфавита, названный им «нашиница». Поэзия и проза горанцев записывается в Албании с помощью латинского алфавита, в Косове и Македонии чаще всего используют кириллический алфавит.
В 1987 году был выпущен первый сборник народной поэзии Харуна Хасани «Горанске народне песме» («Горанские народные песни»). После выхода этой книги отмечается всплеск интереса в Горе к поэзии и прозе на местных говорах. Назиф Докле из села Борье в Албании является автором книги, в которой собрана горанская проза «Из горанске народне прозе» («Из горанской народной прозы»). Он же издал книгу песен «Севни, бре ашик, севни, бре душо» («Приди, любимая, ах, приди, душа моя»). Помимо собирания и издания горанского фольклора Назиф Докле опубликовал поэзию на горанском собственного сочинения — «Муке миље» («Сладкие муки»). Рамадан Реджеплари из села Зли Поток, собиратель горанского фольклора, автор нескольких книг, написанных им на горанском диалекте, выпустил сборник народных рассказов «Чекмеџе» («Глиняный горшочек для золота»), дополнив оригинальные тексты ориентализмами. Хамид Ислями опубликовал восемь сборников поэзии, часть из них — только на горанском говоре, часть — только на сербском литературном языке, и в части сборников представлена поэзия и на сербском языке и на местных говорах. Кроме того, Хамид Ислями является автором драмы «Јусуф и Џемиља» («Юсуф и Джемиля»), созданной им на основе одной из горанских народных песен. Особенностью творчества горанского поэта Вейсела Хамзы (автора нескольких сборников поэзии на горанских говорах) является использование и развитие специфической горанской лексики. Садик Идризи Алябак выпустил две книги с поэзией на горанском говоре с параллельным переводом на боснийский язык: «Лоше ишарети» («Неуместные поступки») и «Маџир» («Беженец»). Несколько стихотворений на горанском вошли в сборник поэзии Мустафы Баля «Лептири на плочницима» («Бабочки на тротуарах»).
Горанский издатель и литератор Назиф Докле является автором горанско-албанского словаря («Речник горанско (нашински)-албански»), опубликованного в 2007 году в Софии. По словам сербского лингвиста Р. Младеновича, поскольку Н. Докле не смог издать словарь ни в Косово, ни в Албании, он издал его в Болгарии, выполнив условие, при котором автор должен был отметить в книге, что горанцы являются болгарами, а горанский говор является говором болгарского языка. Этот факт, по мнению Р. Младеновича, выражает прагматичное отношение части горанцев к своему этническому самоопределению. Словарь содержит порядка 43 000 слов и выражений — исчерпывающее число общеупотребительной и терминологической лексики горанских говоров. В словаре присутствует значительное число ориентализиов, а также внесены заимствования из албанского языка, характерные для говоров жителей горанских сёл в Албании и неизвестные горанскому населению Косова.

## Особенности говоров
Рефлексы праславянских *tj, *dj, и *ktj представлены такими же аффрикатами, как и в значительной части сербохорватского языкового ареала — ć, ʒ́. На основании этих изменений, относящихся к VI веку, Р. Младенович делает вывод о том, что горанские говоры генетически западноюжнославянские, подвергшиеся в процессе своего развития сильному влиянию славянских говоров македонского типа (восточноюжнославянских).
К горанским диалектным чертам, сходным с чертами македонских говоров, относят:
1. Ударение силовое, падающее не далее, чем на третий от конца слова (акцентной группы) слог.
2. Изменения редуцированных в сильной позиции в гласные полного образования о и е: ъ > о, ь > е (сон «сон», дењ «день»)[24].
3. Окончание -ме у глаголов 1-го лица множественного числа в форме настоящего времени: носиме.
4. Развитие постпозитивного члена (артикля): мужов.

К горанским диалектным чертам, сходным с чертами сербских говоров, относят:
1. Различия по родам у существительных во множественном числе: љуђи, жене, села.
2. Сохранение флексий дательного падежа имён и в некоторых случаях сохранение флексий родительного падежа.
3. Наличие таких личных местоимений, как ја, он, мије.
4. Окончание -ићи призренско-южноморавского типа (в горанском варианте -ића): кучића.

Непоследовательные изменения отдельных фонем (рука — нараче, сдбице — слубице, буха — боха) и употребление различных окончаний в тех или иных частях речи и грамматических категориях (дава жене — дава жени, носет — носит, зборет — имаје), возможно, указывают на разные южнославянские диалектные типы, повлиявшие на формирование горанских говоров.
К другим диалектным чертам относятся:
1. Распространение рефлексов слоговых сонорных: крв «кровь», вук «волк». При этом, при этом на месте *l̥ в зависимости от говора того или иного села, либо в зависимости от той или иной группы лексем могут встречаться также сочетания лă, ăл, ăв, ов, оu̯.
2. Распространение рефлекса носовой *ǫ: пăт (в другом обозначении рефлекса — рът) «путь».
3. Распространение формы личного местоимения женского рода в 3-м лице единственного числа винительного падежа — ga, как и в тетовских македонских говорах[26].

Интерференция с говорами албанского языка в области синтаксиса выражается главным образом в формирование вопросительных предложений с частицей а, стоящей в препозиции предложения: А ч’е дойдеш?, А ч’е ме пустиш?, А го продавш?.
В лексике горанских говоров отмечаются заимствования из турецкого и других восточных языков.

### Определённый член
В отличие от македонского литературного языка и большинства его диалектов система определённого члена в горанских говорах является более сложной, так как горанские формы постпозиционного артикля изменяются по падежам. Отмечаются формы родительного-винительного и дательного падежа единственного числа мужского рода, дательного падежа единственного числа женского и среднего рода, а также дательного падежа множественного числа всех родов. Как и в македонском языке и некоторых болгарских диалектах определённый член имеет три формы, различающиеся по указанию на определённость и пространственное положение: муж — неопределённая форма без артикля; мужот — с морфом -т-, указывающим на определённость, но не выражающим пространственного признака; мужов, мужон — с морфами -в- / -н-, указывающими на определённость и противопоставляющими по признаку местонахождения предмета относительно говорящего и слушающего (близкое — далёкое).
Парадигма определённого члена в горанских говорах имеет следующий вид:
- Имена существительные:
  - мужской род: единственное число — муж-от, муж-ов, муж-он; родительный-винительный падеж — мужа-того, мужа-вого, мужа-ного; дательный падеж — мужу-тому, мужу-вому, мужу-ному; множественное число — мужи-ти, мужи-ви, мужи-ни; дательный падеж — мужи-тим, мужи-вим, мужи-ним;
  - женский род: единственное число — жена-та, жена-ва, жена-на; дательный падеж — жени-ти, жени-ви, жени-ни; множественное число — жене-те, жене-ве, жене-не; дательный падеж — жене-тем, жене-вем, жене-нем;
  - средний род: единственное число — дете-то, дете-во, дете-но; дательный падеж — дете-тому, дете-вому, дете-ному; множественное число — деца-та, деца-ва, деца-на; дательный падеж — деца-там, деца-вам, деца-нам.
- Имена прилагательные:
  - мужской род — единственное число: добр-о-јет, добр-о-јев, добр-о-јен; родительный-винительный падеж — добр-о-того, добр-о-вого, добр-о-ного; дательный падеж — добр-о-тому, добр-о-вому, добр-о-ному; множественное число — добри-ти, добри-ви, добри-ни; дательный падеж — добри-тим, добри-вим, добри-ним;
  - женский род — единственное число: добра-та, добра-ва, добра-на; дательный падеж — доброј-зи-ти, доброј-зи-ви, доброј-зи-ни; множественное число — добре-те, добре-ве, добре-не; дательный падеж — добре-тем, добре-вем, добре-нем;
  - средний род: единственное число — добро-то, добро-во, добро-но; дательный падеж — добро-тому, добро-вому, добро-ному; множественное число — добре-те, добре-ве, добре-не; дательный падеж — добре-тем, добре-вем, добре-нем.

В некоторых говорах Горанского региона в определённых членах форм прилагательных на месте /о/ отмечается гласная [у]: босојет, добројет, старојет, јакојет, добројев, босојев, старојев, добројен, босојен, старојен (село Диканце); големујет, старујет, гладнујет, нискујет, добрујет, добрујев, добрујен (село Млике).

## Пример текста
Што се бели, горе Шар планина?
Да л' је снегче, ил' је бело стадо?
Нит' је снегче, нит' је бело стадо.
Да је снегче, би се растопило,
Да је стадо, би се растурило.
Веч тој беше Милкино чадорче,
Под чадорче болна Милка лега.
Брата и гу Турци заробили,
Заробили, пај га обесили.
Ако нѐ знаш што е до̀бро, пра̀шай, што йе скỳпо (болг. Ако не знаеш какво е добро, питай кое е скъпо). Пра̀ф ка йỳже во врèќа (болг. Прав като въже в торба). Нè кажуй ба̀бету мèѓа от нѝвйе (болг. Не казвай на баща си границата на нивите).